# 맨하탄의 사나이
《맨하탄의 사나이》(영어: The Equalizer)는 1985년부터 1989년까지 미국에서 방영된 CBS 드라마이다. 대한민국에서는 KBS 2TV를 통해 1988년 12월 12일부터 1989년 4월 10일까지 매주 월요일 밤에 방영하였으며, 시청률 저조로 조기 종영되는 비운을 맞았다.

## 등장 인물
- 에드워드 우드워드
- 스티븐 윌리암스
- 키스 샤라바이카
- 에디 존스
- 로버트 랜싱
- 론 오닐

## 한국판 성우진 (KBS)
- 김종성 - 로버트 맥콜(에드워드 우드워드)